# العبادة في الإسلام

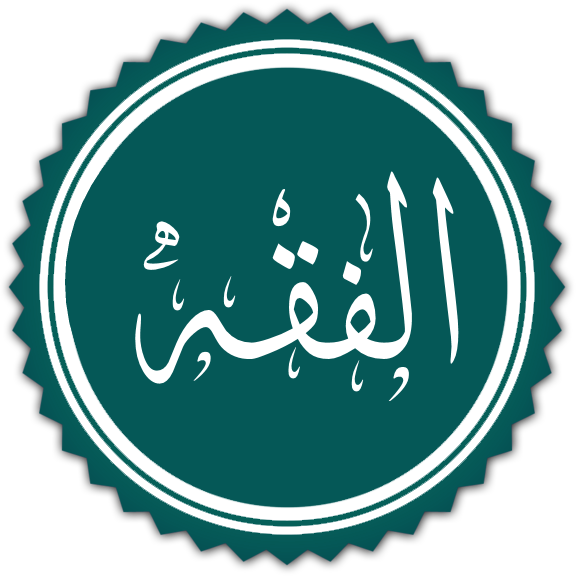

العبادة  في الإسلام مفهوم واسع وشامل لا يقتصر فقط على إقامة أركان الإسلام الخمسة الأساسية بالإضافة إلى النوافل، بل يتسع هذا المفهوم ليشمل كل تصرفات الإنسان في الحياة.

## مفهوم العبادة في اللغة العربية
أصل العبادة في اللغة: الطاعة والخضوع والتذلل كما قال الجوهري وغيره.

## مفهوم العبادة في الشريعة الإسلامية
العبادة في الشريعة الإسلامية هي الهدف الأساسي من خلق الإنسان، ففي القرآن الكريم كتاب الله المنزل رحمة للعالمين، يقول الله:«وما خلقت الجن والإنس إلا ليعبدون»، وعلى هذا فإن العبادة تشمل كل الأعمال الصالحة التي يحبها الله وترضيه، والاتصاف بكل الصفات والأخلاق الحميدة، وكذلك حب الله والرسول والصالحين، ومعاملة الناس معاملة حسنة، مما يجعل الإنسان المسلم في عبادة طوال حياته وفي جميع تصرفاته كما جاء في القرآن الكريم: ﴿قُلْ إِنَّ صَلاَتِي وَنُسُكِي وَمَحْيَايَ وَمَمَاتِي لِلّهِ رَبِّ الْعَالَمِينَ * لاَ شَرِيكَ لَهُ وَبِذَلِكَ أُمِرْتُ وَأَنَاْ أَوَّلُ الْمُسْلِمِينَ﴾.
يقول ابن تيمية في رسالته «العبودية»: «العبادة هي اسم جامع لكل ما يحبه الله ويرضاه من الأقوال والأعمال الباطنة والظاهرة فالصلاة والزكاة والصيام والحج وصدق الحديث والأمانة وبر الوالدين وصلة الأرحام والوفاء بالعهود والأمر بالمعروف والنهي عن المنكر والجهاد للكفار والمنافقين والإحسان للجار واليتيم والمسكين وابن السبيل والمملوك من الآدميين والبهائم والدعاء والذكر والقراءة وأمثال ذلك من العبادة.
وكذلك حب الله ورسوله وخشية الله والإنابة إليه وإخلاص الدين له والصبر لحكمه والشكر لنعمه والرضى بقضائه والتوكل عليه والرجاء لرحمته والخوف من عذابه وأمثال ذلك هي من العبادة لله».
ولکن هذا التعریف تعریف للعبادة بمعناها العام، حیث إن المباحات لو قارنتها النیة تصیر عبادات، ولکنها بحسب أصلها لا ثواب ولا أجر علیها. فمن الجدیر أن تُعرف العبادة بما لا یُراد به إلا تعظیم الله تعالی بأمره، بمعنی أنه تعالی اعتبره عملاً لا یراد به إلا تعظیمه فی خطاباته؛ وما لا خطاب فی خصوصه بأنه عبادة بهذا المعنی فلیس بعبادة، بل من العادات والمباحات.
وهذا تناسب ما هو المشهور فی الفرق بین العادة والطاعة والقربة والعبادة، «الْعِبَادَةُ عِبَارَةٌ عَنْ الْخُضُوعِ وَالتَّذَلُّلِ. وَحَدُّهَا فِعْلٌ لَا يُرَادُ بِهِ إلَّا تَعْظِيمُ اللَّهِ تَعَالَى بِأَمْرِهِ. وَالْقُرْبَةُ: مَا يُتَقَرَّبُ بِهِ إلَى اللَّهِ تَعَالَى فَقَطْ أَوْ مَعَ الْإِحْسَانِ لِلنَّاسِ كَبِنَاءِ الرِّبَاطِ وَالْمَسْجِدِ. وَالطَّاعَةُ مَا يَجُوزُ لِغَيْرِ اللَّهِ تَعَالَى، وَهِيَ مُوَافَقَةُ الْأَمْرِ. قَالَ تَعَالَى: «أَطِيعُوا اللَّهَ وَأَطِيعُوا الرَّسُولَ وَأُولِي الأَمْرِ مِنْكُمْ»»
فالحق هو أن العبادة الخاصة هی ما اعتبرها الشارع عبادة بخصوصها فی خطاباته، وأن العبادة العامة هی ما لم یعتبرها الشارع عبادة بخصوصه فی خطاباته، لکن مع مقارنة النیة تصیر عبادة ـ أی ذات ثواب وأجر ـ وهذا المعنی للعبادة تجری فی القرب المباحة والعادة التی لا یتعلق بها أجر ولا عقاب، کطبابة الطبیب وبناء الرباط والتدریس والتدرّس وغیرها لو قارنتها النیة.

## أهداف العبادة في الإسلام
يقول محمد البهي عميد كلية أصول الدين بجامعة الأزهر سابقا:«تستهدف العبادات من الصلاة، الزكاة، الحج والجهاد في سبيل الله تصفية النفس الإنسانية والحيلولة بينها وبين اتباع الشرك والوثنية، وكذلك بينها وبين مباشرة الجرائم الاجتماعية من الفواحش والمنكرات التي هي الزنا وهتك العرض، وسرقة الأموال، وقتل النفس التي حرم الله قتلها إلا بالحق. تستهدف هذه العبادات كذلك ـ بجانب الحيلولة دون هذا كله ـ الحد من أنانية الذات في السلوك والتصرفات، وتقوية الإحساس الجماعي بالآخرين في المجتمع. حتى يخرج العابد عن طريق عبادته من دائرة الذات في نشاطه وأثر هذا النشاط في الانتفاع بما في هذه الدنيا من متع مادية، إلى دائرة المجتمع أو الأمة أو الآخرين. فما يصيبه من أرزاق فهو له وللآخرين، وما يقع من مآس فعليه كما على الآخرين».

## شروط العبادة في الإسلام
كل عمل يصدر من الإنسان المسلم ممكن أن يكون عبادة في حالة توفر بعض الشروط وهي:
1. أن يكون العمل خالصا لله فمن العبادة مثلا أن يعيل العامل أسرته وينفع الناس لأجل أن ينال الأجر من الله.
2. أن يكون العمل ضمن حدود الشرع فلا يجوز للمسلم أن يعمل فيما حرم الله، فمثلا لا يجوز للمسلم أن يسرق ليعطي الفقراء أو يغني أسرته، فينبغي أن يكون العمل على حسب ما جاء في كتاب الله وسنة رسوله.
3. أن يكون عمله غير شاغل له عن القيام بما أوجب الله عليه فلا يجوز للمسلم أن يترك فرضا واجبا عليه ليقوم بعمل آخر بنية العبادة.

فإذا تحققت هذه الشروط الثلاثة يعتبر العمل الصادر من الإنسان عبادة.

## حكم العبادة
أوجب الإسلام العبادة كما أوجب الإخلاص في أدائها لقول الله تعالى: ﴿وَمَا أُمِرُوا إِلَّا لِيَعْبُدُوا اللَّهَ مُخْلِصِينَ لَهُ الدِّينَ حُنَفَاءَ وَيُقِيمُوا الصَّلَاةَ وَيُؤْتُوا الزَّكَاةَ وَذَلِكَ دِينُ الْقَيِّمَةِ﴾.

## أسباب تشريع العبادة
- لأن العبادة هي الغاية من خلق الإنسان لقوله تعالى: ﴿وَمَا خَلَقْتُ الْجِنَّ وَالْإِنسَ إِلَّا لِيَعْبُدُونِ﴾.[8]
- لأن العبادة هي موضوع الامتحان الذي اختار الإنسان أن يجتازه، والذي من أجله خلقه الله، لقوله تعالى: ﴿الَّذِي خَلَقَ الْمَوْتَ وَالْحَيَاةَ لِيَبْلُوَكُمْ أَيُّكُمْ أَحْسَنُ عَمَلًا  وَهُوَ الْعَزِيزُ الْغَفُورُ﴾[9]، وكذلك لقوله تعالى:﴿إِنَّا عَرَضْنَا الأَمَانَةَ عَلَى السَّمَاوَاتِ وَالأَرْضِ وَالْجِبَالِ فَأَبَيْنَ أَنْ يَحْمِلْنَهَا وَأَشْفَقْنَ مِنْهَا وَحَمَلَهَا الإِنْسَانُ إِنَّهُ كَانَ ظَلُومًا جَهُولا﴾.[10]
- لأن العبادة التي هي طاعة الله تعالى باتباع شرعه الحكيم الذي سيصلح جميع أحوال الإنسان.
- لأن العبادة هي غذاء الروح والتي تصل الإنسان بربه.
- خلق الله الإنسان على هذه الأرض، واستخلفه فيها، وأمره بعبادته. والعبادة لها معنيان:

1. معنى عام: ويشمل تصرفات المسلم في جميع أحواله، فإذا كان المؤمن في عمله، أو في طلب علم فهو في عبادة، بشرط إخلاصه لله فيها.
2. معنى خاص: ويقصد بها أركان الإسلام الخمسة من الشهادتين والصلاة والزكاة والصوم والحج، وهي عبادات عظيمة، لكن لاينبغي للمسلم أن يقتصر عليها وحدها في تحقيق العبودية لله، فهي جزء من العبادة بمعناها العام.[11]

## فضل العبادة
نيل ثواب العبادة وإغناء رصيد الحسنات، النجاح في الدنيا والأخرة، الشعور بالارتياح والسعادة والسلام مع النفس، كسب محبة الله ورضاه، تحقيق العبودية لله لقول علي بن أبي طالب كرَّم الله وجهه:((كفاني فخرًا أن تكون لي ربًا وكفاني عزًا أن أكون لك عبدًا، أنت لي كما أحب، فوفقني إلى ما تحب)).